# Кандис Фокс
Кандис Фокс' (на английски: Candice Fox) е австралийска писателка на произведения в жанра трилър и криминален роман.

## Биография и творчество
Кандис Джейд Фокс е родена през 1985 г. в Банкстаун, предградие на Сидни, Нов Южен Уелс, Австралия. Баща ѝ е служител по условно освобождаване на затворници и често разказва за различните случаи на осъдените. От детството си е запалена читателка на криминална литература. След завършване на гимназията, в периода 2004 – 2006 г. служи в Кралския австралийски флот, но не успява да се приспособи към военния живот. В периода 2007 – 2010 г. следва в Университета на Съншайн Коуст в Съншайн Коуст и получава бакалавърска степен по изкуства, английска филология и социология, като и диплома по творческо писане с отличие. В този период, за да се издържа, работи на различни позиции в крайбрежните ресторанти, а след дипломирането си за кратко е преподавател в университета. В периода 2010 – 2011 г. следва и получава магистърска степен по творческо писане, редактиране и публикуване в Университета на Куинсланд в Брисбейн. След това, в периода 2011 – 2012 г. работи като копирайтър в компания „Минком“. От 2012 г. работи като докторант и преподавател в курсове по литература и творческо писане в университета „Нотр Дам Австралия“ в Сидни.
През 2012 г. е издаден първият ѝ криминален роман „Тъмни създания“, който няма успех. През 2014 г. е издаден романът ѝ Hades (Хадес) от поредицата „Арчър и Бенет“. Главни герои са детективите от отдел „Убийства“ в Сидни Франк Бенет и партньорката му Идън Арчър, които преследват опасен сериен убиец. Трилърът е високо оценен от критиката и печели австралийската литературна награда за криминална творба „Нед Кели“ за най-добър първи роман. Следващият роман от поредицата, Eden, получава наградата „Нед Кели“ за най-добър роман на годината.
От 2015 г. тя си сътрудничи с американския криминален писател Джеймс Патерсън върху поредица от романи, които са бестселъри. Първият им роман Never Never (Никога никога) от поредицата „Хариет Блу“ е издаден през 2016 г. Главната героиня, Хариет Блу, най-добрият следовател на сексуални престъпления, е изпратена в австралийската пустош и е назначена на нов „партньор“, защото брат ѝ е арестуван с обвинение за убийства на три красиви млади жени. Тя ще трябва да се справи със съмненията и обвиненията. Романът става бестселър №1 в списъка на „Ню Йорк Таймс“.
През 2017 г. тя стартира поредицата си „Кримсън Лейк“. В центъра на сюжета е ченгето от Сидни Тед Конкафи. Той е обвинен в отвличане, но не е осъден и се е оттеглил на север от гъмжащите от крокодили блата край Кримсън Лейк в Северен Куинсланд. Там се запознава с ексцентричната Аманда Фарел, която е частен детектив, но и е осъдена убийца. Той се съгласява да ѝ помогне в нейното разследване, случай, пълен с измама и мания, докато тайно се рови в проблемното ѝ минало. А жителите на градчето нямат добро мнение за двамата. През 2022 г. романът е екранизиран в телевизионния сериал „Тропо“ с участието на Томас Джейн, Никол Шамун и Дейвид Лайънс.
През 2022 г. е издаден романът ѝ „Преследването“. Над 600 затворници от затвора „Пронгхорн“, включително осъдените до живот, са пуснати на свобода, вследствие на брутален шантаж със заложници. Сред престъпниците е и Джон Крейдъл, осъден за убийството на съпругата и сина си, са който това е шанс да докаже своята невинност. Но по следите му е надзирателката Селин Озбърн, която има лични причини да го мрази и знае накъде се е отправил той. Романът получава наградата „Нед Кели“ за най-добър роман на годината.
Кандис Фокс живее със семейството си в Сидни.

## Произведения

### Самостоятелни романи
- Dark Creatures (2012)[4]
- The Inn (2019) – с Джеймс Патерсън[1]
- 2 Sisters Detective Agency (2021) – с Джеймс Патерсън
- The Chase (2022)
Преследването, изд.: ИК „Бард“, София (2022), прев. Ивайла Божанова
- Fire with Fire (2023)

### Поредица „Арчър и Бенет“ (Archer and Bennett)
1. Hades (2014) – награда „Нед Кели“[1][2][3]
2. Eden (2014) – награда „Нед Кели“
3. Fall (2015)

### Поредица „Хариет Блу“ (Harriet Blue) – сДжеймс Патерсън
1. Never Never (2016)[1][2][3]
2. Fifty Fifty (2017)
3. Liar Liar (2018)
4. Hush Hush (2019)

- Black & Blue (2016) – новела

### Поредица „Кримсън Лейк“ (Crimson Lake)
1. Crimson Lake (2017) – издаден и като Troppo[1][3]
2. Redemption Point (2018) – издаден и като Redemption
3. Gone by Midnight (2019)

### Поредица „Джесика Санчес“ (Jessica Sanchez)
1. Gathering Dark (2020)[1]

### Екранизации
- 2022 Troppo – тв сериал, 8 епизода